# Muzeum Marii Skłodowskiej-Curie w Warszawie
Muzeum Marii Skłodowskiej-Curie – muzeum biograficzne znajdujące się przy ul. Freta 16 w Warszawie. Mieści się w zrekonstruowanej kamienicy Macieja Łyszkiewicza, w której w 1867 urodziła się Maria Skłodowska-Curie.

## Opis
Muzeum ma charakter biograficzny, tzn. jest poświęcone głównie życiu i rodzinie Marii Skłodowskiej-Curie. Placówka prezentuje także dokonania naukowe dwukrotnej noblistki w Paryżu, w dawnych laboratoriach Instytutu Radowego.
Maria Skłodowska przebywała w domu przy ul. Freta niecały rok, gdyż w 1868 r. przeniosła się razem z rodzicami do kamienicy przy ulicy Nowolipki (budynek został zniszczony w czasie II wojny światowej i nie został zrekonstruowany).
Muzeum zostało utworzone przez Polskie Towarzystwo Chemiczne w 1967 roku, za zgodą i z pomocą polskiej i francuskiej części rodziny Marii Skłodowskiej-Curie, z inicjatywy ówczesnego Prezesa Towarzystwa – Profesora Józefa Hurwica. Od początku zlokalizowane było w kamienicy przy ul. Freta 16. Nosiło nazwę Muzeum Marii Skłodowskiej-Curie Polskiego Towarzystwa Chemicznego.
Wystawa prezentuje głównie rzeczy osobiste noblistki, jej ojca Władysława Skłodowskiego i męża Piotra Curie, eksponowane w gablotach i zaaranżowane na fragmenty dawnych wnętrz. Oprócz tego prezentowana jest część zbioru fotografii, znaczków, medali, dokumentów. Poza ekspozycją stałą, muzeum prowadzi także działalność kulturalną i edukacyjną.
Uznając za ważne popularyzacji osoby i dorobku naukowego  Marii Skłodowskiej-Curie, jednej z najbardziej znanych na świecie Polek i warszawianek, w lipcu 2018 r. Rada m.st. Warszawy podjęła uchwałę w sprawie utworzenia i prowadzenia jako wspólnej instytucji kultury Muzeum pod nazwą Muzeum Marii Skłodowskiej-Curie w Warszawie. Placówka rozpoczęła działalność 1 sierpnia 2018.

## Kustosze i dyrektorzy
- pierwsza kustosz Maria Wróblewska (1967–?)[1]
- dyrektor Małgorzata Sobieszczak-Marciniak (ok. 2010)[2]
- dyrektor Sławomir Paszkiet (2019–2023)[3]
- dyrektor Barbara Gołębiowska (od 2024)[4]

## Galeria

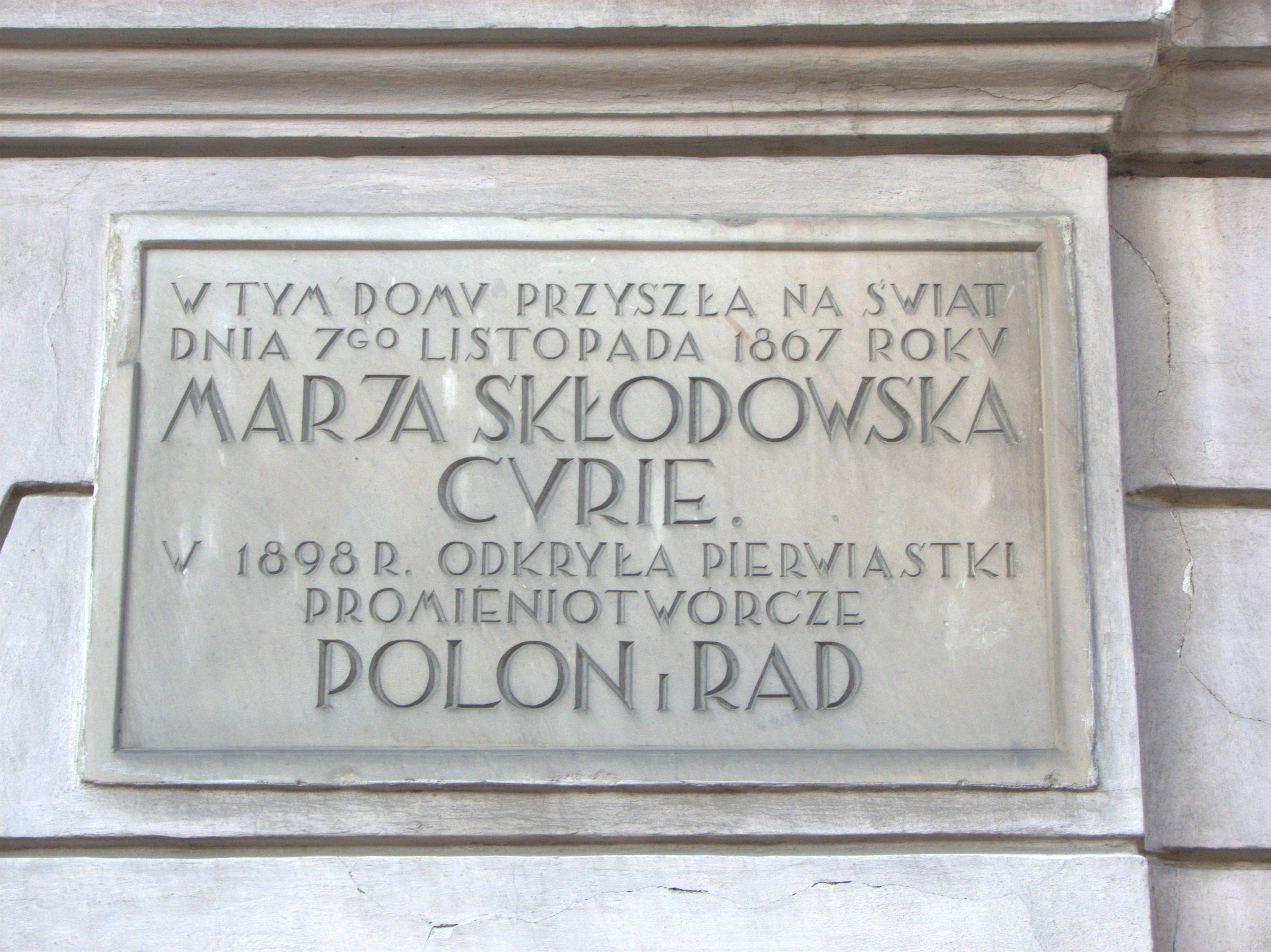
Tablica pamiątkowa na ścianie budynku
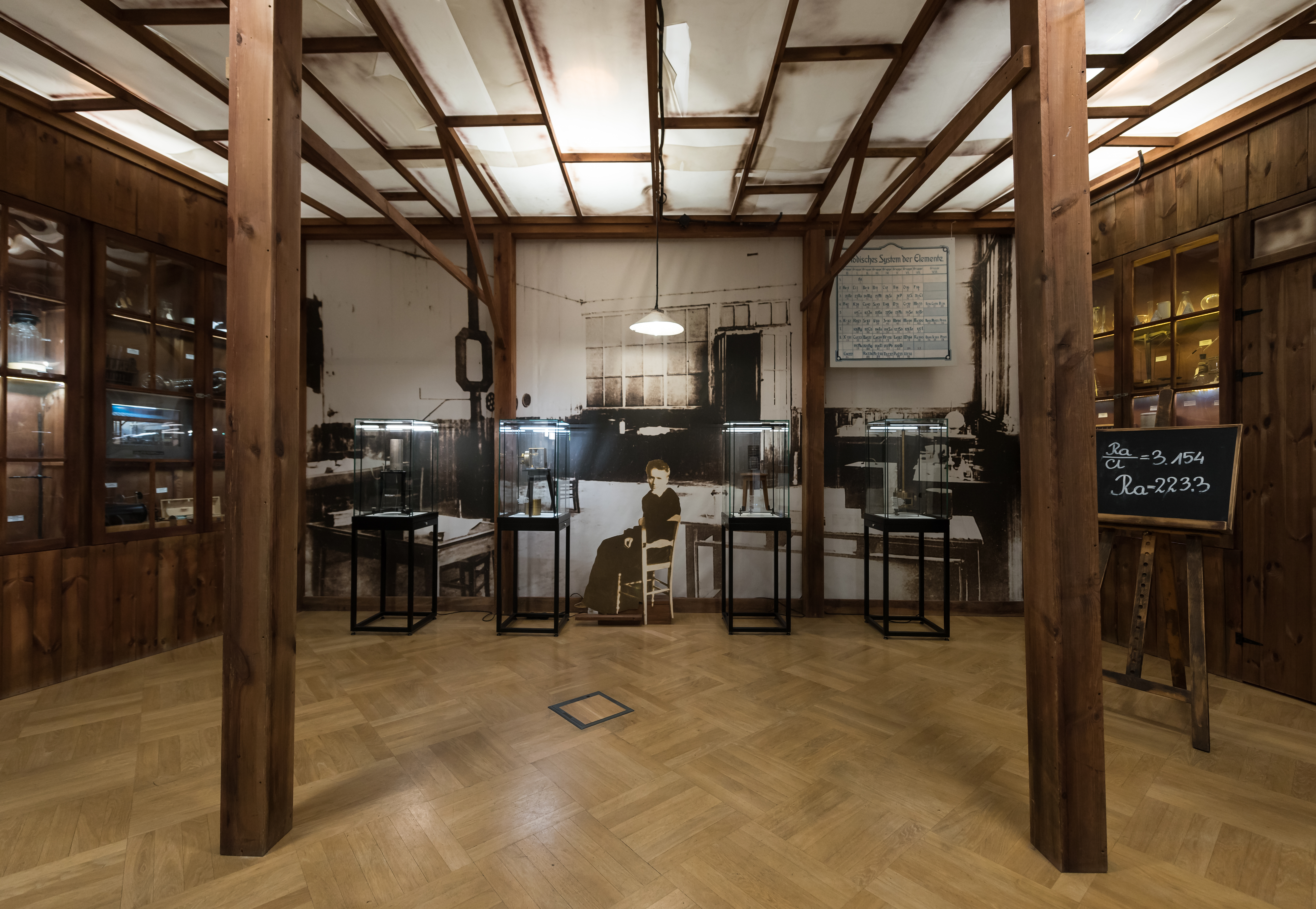
Fragment ekspozycji
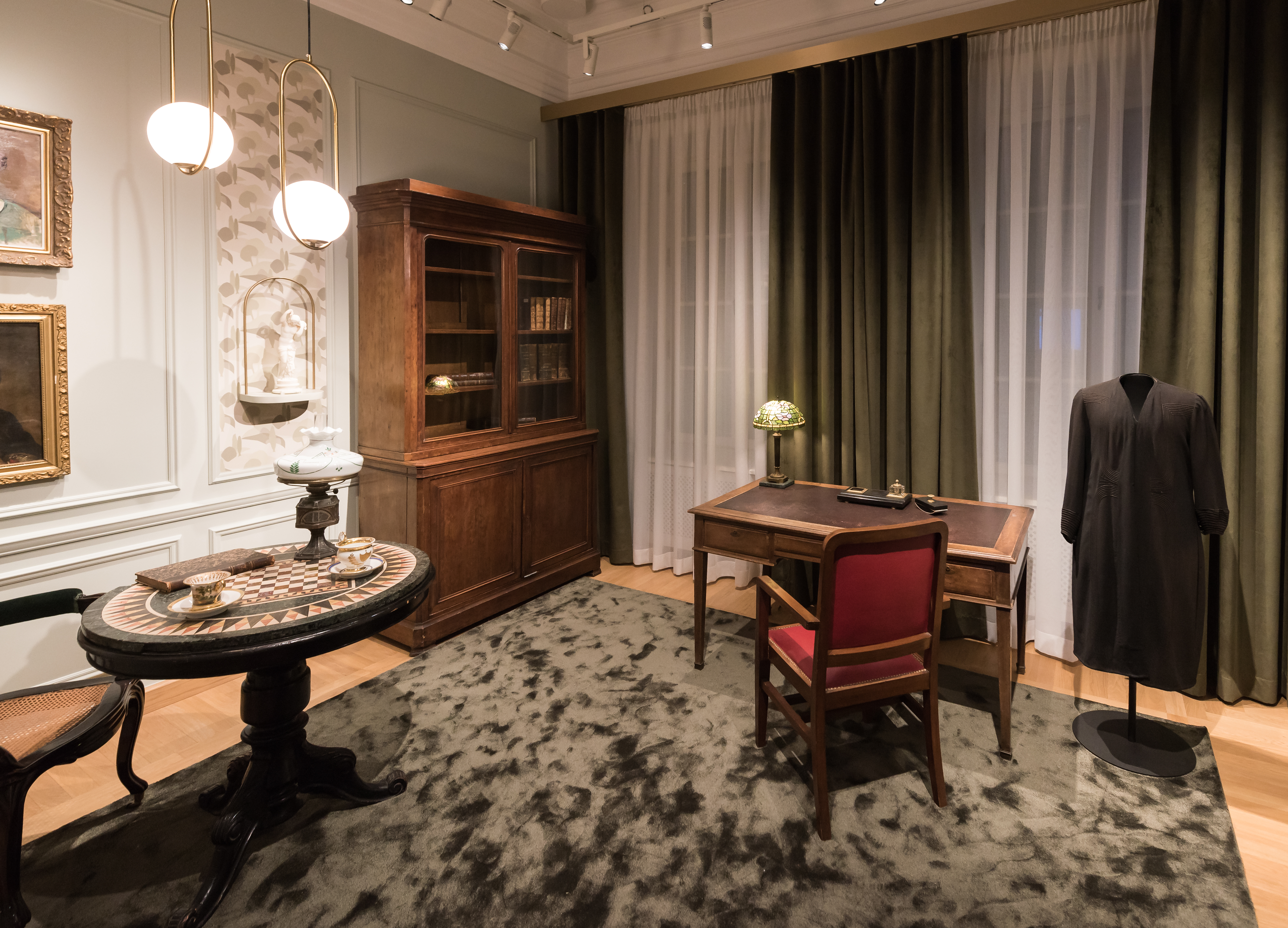
Salonik inspirowany zdjęciem saloniku Józefa Skłodowskiego przy placu Trzech Krzyży
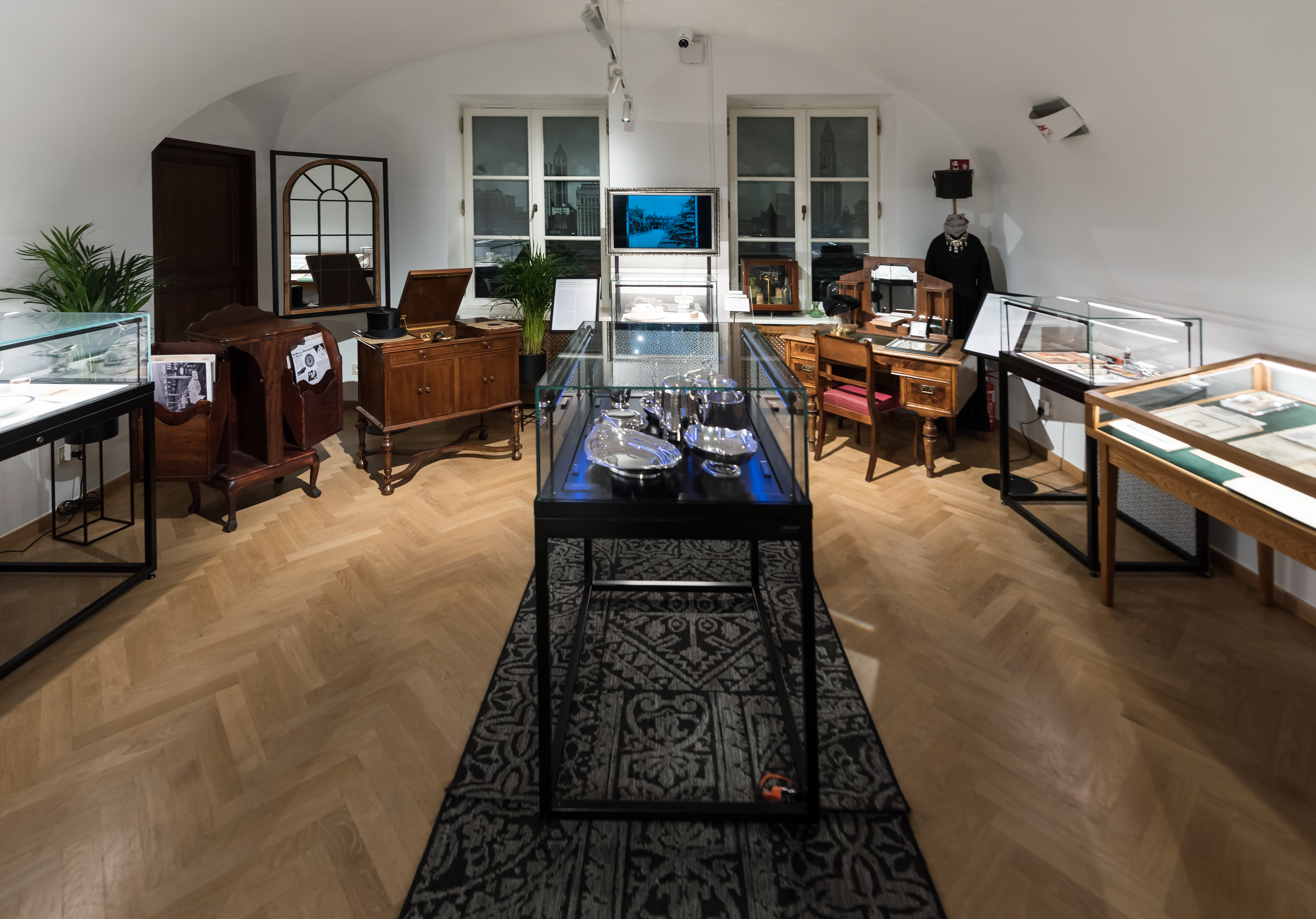
Fragment ekspozycji